# Пајн Маунтин Лејк (Калифорнија)
Пајн Маунтин Лејк (енгл. Pine Mountain Lake) насељено је место без административног статуса у америчкој савезној држави Калифорнија.

## Демографија
По попису из 2010. године број становника је 2.796.
| Група             | 2000.    | 2010.         |
| Белци             | 0 (0,0%) | 2.475 (88,5%) |
| Афроамериканци    | 0 (0,0%) | 18 (0,6%)     |
| Азијати           | 0 (0,0%) | 24 (0,9%)     |
| Хиспаноамериканци | 0 (0,0%) | 183 (6,5%)    |
| Укупно            | 0        | 2.796         |